# 卡东格阿尔洛奥尔
卡东格阿尔洛奥尔（Kadungalloor），是印度喀拉拉邦Ernakulam县的一个城镇。总人口35451（2001年）。

## 人口
该地2001年总人口35451人，其中男性17625人，女性17826人；0—6岁人口4020人，其中男2087人，女1933人；识字率81.39%，其中男性为84.11%，女性为78.71%。